# Paraconsors aperta
Paraconsors aperta är en tvåvingeart som först beskrevs av Axel Leonard Melander 1961.  Paraconsors aperta ingår i släktet Paraconsors och familjen svävflugor. Inga underarter finns listade i Catalogue of Life.